# Heinrich Wesche
Heinrich Wesche (* 8. Februar 1904 in Hillerse; † 4. Dezember 1978) war ein deutscher Philologe und Hochschullehrer.

## Leben und Wirken
Wesche wurde 1954 auf den am Deutschen Seminar der Universität Göttingen geschaffenen Lehrstuhl für Niederdeutsche Sprache und Literatur berufen. Dort blieb er bis zu seiner Emeritierung im Jahr 1972. In Göttingen übernahm er 1954 auch die Leitung der Arbeitsstelle Niedersächsisches Wörterbuch.

## Werke (Auswahl)
- Der althochdeutsche Wortschatz im Gebiete des Zaubers und der Weissagung. Niemeyer, Halle an de Saale 1940 / Verlag der Manufactur, Horn-Bad Meinberg 1997; ISBN 3-88080-966-6
- Unsere niedersächsischen Ortsnamen. Niedersächsische Landeszentrale für Heimatdienst, [Hannover] 1957
- Volksetymologie in niederdeutschen Familiennamen. Den Haag 1970
- Die Lage des Niederdeutschen in Vergangenheit und Gegenwart. Überlegungen zu der Gründung eines Niederdeutschen Institutes. Bremen 1972
- Flurnamen, ihr Alter, ihr Vergehen, ihr Entstehen. Böhlau, Köln 1975
- als Herausgeber/Verfasser zusammen mit Dieter Stellmacher, Wolfgang Jungandreas u. a. (Arbeitsstelle Niedersächsisches Wörterbuch Göttingen – Universität Göttingen – Abteilung für Niedersächsische Mundartforschung des Seminars für Deutsche Philologie): Niedersächsisches Wörterbuch. Wachholtz, Neumünster; ISBN 3-529-04602-7